# 1809 en philosophie
Chronologie de la philosophie
- 1805
- 1806
- 1807
- 1808
- 1809
- 1810
- 1811
- 1812
- 1813

L’année 1809 a été marquée, en philosophie, par les événements suivants :

## Publications
- (en) Philosophie zoologique (en), de Lamarck.
- Jacques-Henri Meister : Euthanasie ou Mes derniers entretiens avec elle sur l'immortalité de l'âme, Paris, A.-A. Renouard, 1809.

### Traductions
- Jakob Böhme : De la triple vie de l'homme, selon le mystère des trois principes de la manifestation divine (1620). Trad. Louis-Claude de Saint-Martin, 1809  ;

## Cours
- Propédeutique, cours donnés par Hegel à Nuremberg de 1809 à 1811.

## Naissances
- 15 janvier : Pierre-Joseph Proudhon, philosophe française, mort en 1865.
- 12 février : Charles Darwin, philosophe anglais, mort en 1882.

## Décès
- 8 juin à New York aux États-Unis : Thomas Paine, né le 29 janvier 1737 à Thetford en Grande-Bretagne, est un intellectuel, pamphlétaire, révolutionnaire britannique, américain et français. Il est connu pour son engagement durant la révolution américaine en faveur de l'indépendance des treize colonies britanniques en Amérique du Nord. Il a exposé ses positions dans un célèbre pamphlet intitulé Le Sens commun, publié quelques mois avant la signature de la Déclaration d’indépendance américaine en 1776.